# Manabešima
Manabešima (japonsky 真鍋島) je malý ostrov ležící v japonském vnitřním moři mezi ostrovy Honšú a Šikoku. Ostrov se nachází jižně od města Kasaoka, v prefektuře Okajama. Je jedním ze šesti obydlených ostrovů Kasaoka.

## Květinový ostrov
Manabešima se nazývá květinový ostrov, protože se tam ve velkém pěstují květiny. V roce 1951 se poprvé na polích vysadily květiny. Od té doby se pěstování rozšířilo do dnešní podoby. Květy z Manabešimy jsou dováženy na západní Honšú.

## Manabešimský hrad
V roce 1156 byl vybudován na kopci Manabešimy hrad. Ten vystřídal mnoho pánů; jednou ho obsadili piráti a pak sloužil jako strážní věž pro císařské loďstvo. Hrad byl roku 1615 zbourán, pravděpodobně aby se v něm již neusídlili piráti.

## Obyvatelstvo v letech
| Počet obyvatel | Rok                  |
| -------------- | -------------------- |
| 1415           | 50. léta 20. století |
| 997            | 70. léta 20. století |
| 491            | 1995                 |
| 390            | 2000                 |
| 312            | 2005                 |